# Assedio di Rees (1599)
L'assedio di Rees fu un assedio combattuto presso la città di Rees (attuale Germania) dal 10 al 12 settembre 1599, nell'ambito della guerra degli ottant'anni. Le forze di alcuni stati tedeschi protestanti guidati dal conte Simone VI di Lippe e dagli anglo-olandesi inviati dal principe Maurizio d'Orange e comandate da Filippo di Hohenlohe-Neuenstein e dal conte Ernesto di Solms, tentarono di catturare la fortezza strategica di Rees, nel Basso Reno (ducato di Cleves, attuale Germania) alle forze spagnole comandate da don Francisco de Mendoza, ammiraglio d'Aragona, secondo in comando nell'Armata delle Fiandre, e del governatore don Ramiro de Guzmán. Gli spagnoli ottennero la vittoria dello scontro, respingendo l'assalto degli anglo-olandesi e dei tedeschi.

## Antefatto
Nel 1598, con la mediazione del legato pontificio cardinale Alessandro de Medici (futuro papa Leone XI), Spagna e Francia conclusero la pace di Vervins il 2 maggio. La Spagna rinunciò alle proprie conquiste ad eccezione dell'arcivescovato di Cambray, restaurando così la situazione della pace di Cateau-Cambrésis di mezzo secolo prima. Il 5 settembre, per ordine di Alberto VII d'Asburgo, governatore generale dei Paesi Bassi spagnoli, Francisco de Mendoza alla testa del suo esercito, prese il controllo della città di Orsoy, nel Basso Reno, strappandola agli olandesi. Dopo la costruzione di un forte per la difesa del passaggio sul fiume, le forze spagnole attraversarono il Reno e presero la città di Alpen il 24 settembre ed il castello di Broich due giorni dopo. A metà ottobre, dopo la cattura di Moers del 12 ottobre, le forze spagnole sconfissero quelle olandesi a Rheinberg, e riconquistarono la fortezza locale. Quindi Mendoza divise le sue forze, invadendo la provincia della Gheldria d assediando la città di Doetinchem l'8 novembre. Nel frattempo, il resto dell'esercito spagnolo marciò in direzione del fiume Lippe ed il 30 ottobre prese il controllo della città di Rees, costringendo la guarnigione locale alla resa. Gli spagnoli stabilirono in loco il loro quartier generale invernale ed a Münster.
Nella primavera del 1599, gli spagnoli ripresero la loro avanzata ed il 15 maggio assediarono Zaltbommel, presso il fiume Waal. Il 13 giugno Mendoza si ritirò verso il forte di San Andrés, un punto strategico costruito dagli spagnoli alla confluenza dei fiumi Mosa e Waal, ad ovest di Heerewaarden.

## L'assedio di Rees

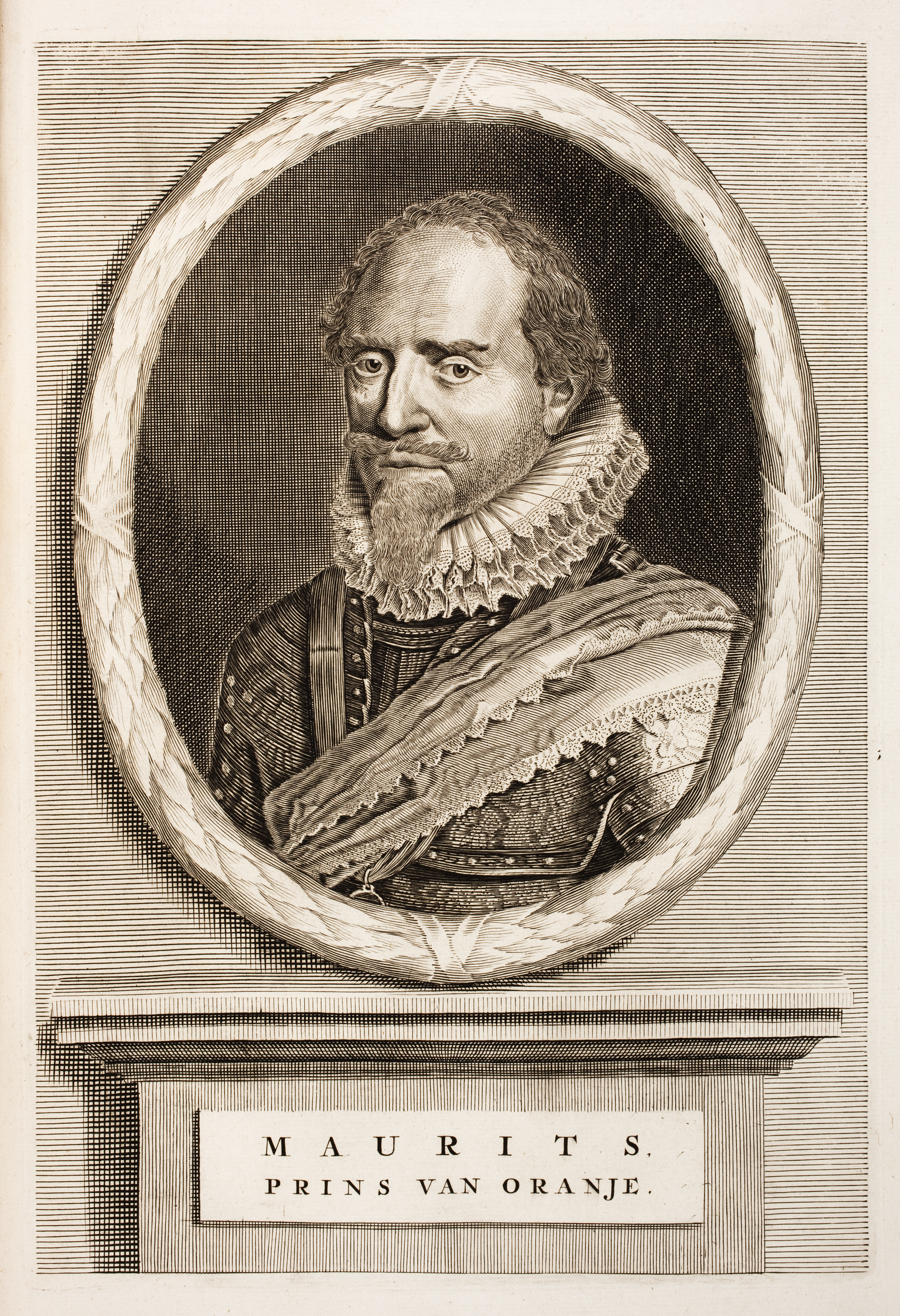
Ritratto di Maurizio d'Orange realizzato da Hugo Grotius.

All'inizio di settembre del 1599, le forze anglo-olandesi, supportate da 25 000 mercenari tedeschi guidati dal conte Simone VI di Lippe, avanzarono su Rees e posero assedio alla città. Il 10 settembre, dopo una serie di schermaglie presso la città, le forze spagnole di Ramiro de Guzmán, governatore di Rees, supportate dai rinforzi inviati sul campo da Francisco de Mendoza, riuscirono a scalzare il nemico, procurando a quest'ultimo una pesante sconfitta. Gli spagnoli erano inferiori per un rapporto di 1 a 8 col nemico, ma due sortite guidate dai capitani veterani Andrés de Ontoria e Andrés Ortiz, furono sufficienti a distruggere le formazioni e le difese degli indisciplinati e poco formati soldati tedeschi dell'esercito protestante. Le forze del conte di Lippe persero tra i 2000 ed i 2500 uomini, centinaia furono i prigionieri (circa 400) e gran parte dell'artiglieria e dei rifornimenti vennero distrutti o catturati. Sull'altro fronte, le perdite degli spagnoli furono minime.
L'offensiva delle forze coalizzate del conte di Lippe, di Filippo di Hohenlohe-Neuenstein e di Ernesto di Solms, malgrado l'iniziale successo, si tramutò ben presto in un'umiliazione. L'armata tedesca evaporò dopo l'assedio ed il restante degli uomini si ritirarono.

## Conseguenze

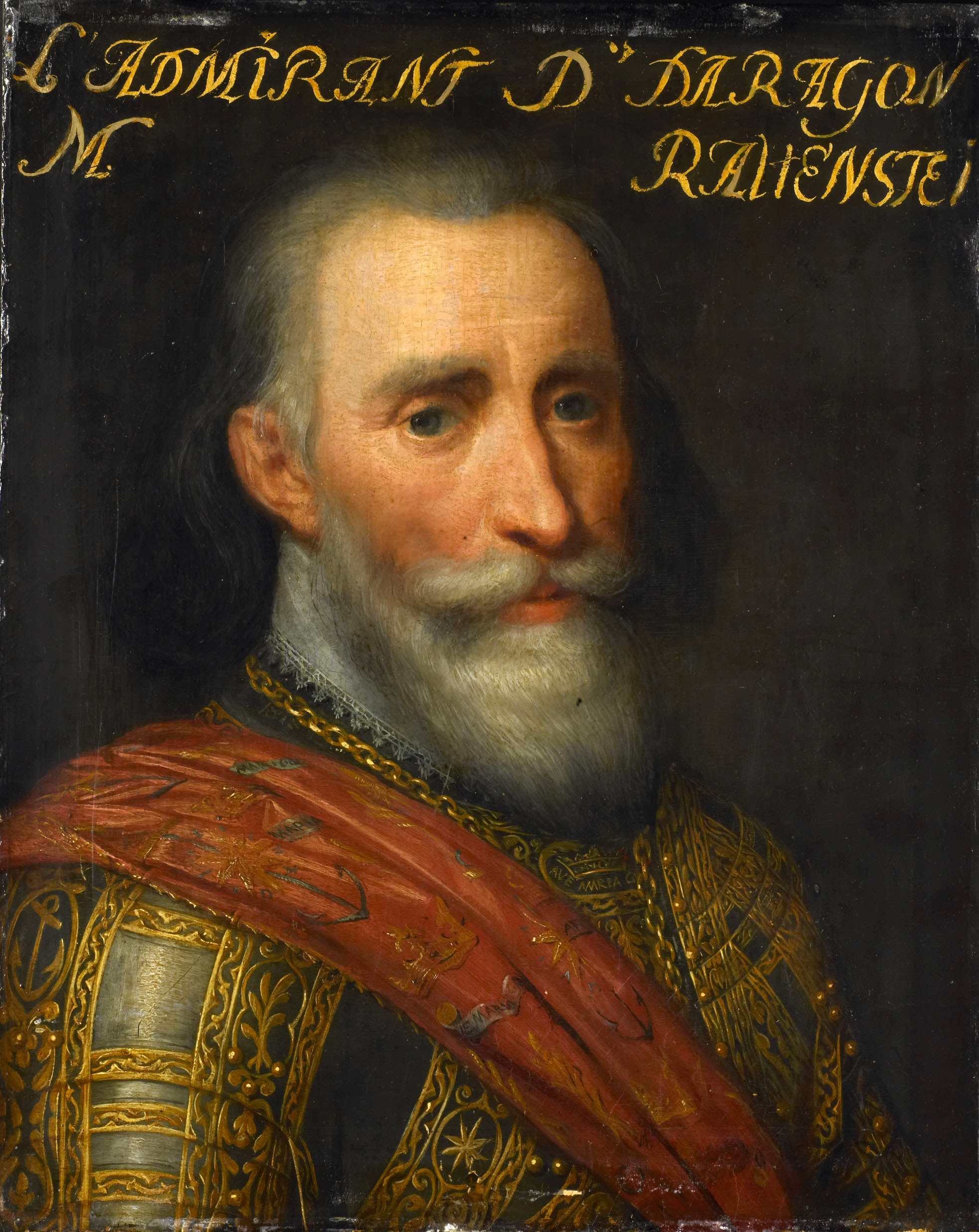
Ritratto di Don Francisco de Mendoza, dipinto da Jan Antonisz van Ravesteyn.

Alcuni giorni dopo, le forze spagnole ristabilirono il loro pieno controllo della fortezza di Rheinberg. Era chiaro con questa mossa che il controllo degli spagnoli della parte meridionale dei Paesi Bassi era ancora forte e difficile da scalzare e che gli stessi generali spagnoli avrebbero sfruttato queste piazzeforti per proseguire la loro ondata a nord.